# Clube Naval de Santa Maria

O Clube Naval de Santa Maria (CNSM) é um clube de desporto náutico localizado na freguesia da Vila do Porto, concelho da Vila do Porto, na ilha de Santa Maria, nos Açores.
Fundado em 27 de junho de 1988 (36 anos), encontra-se reconhecido como instituição de Utilidade Pública.

## História

### Antecedentes
As atividades náuticas na ilha remontam à época do seu povoamento, na primeira metade do século XVI, tradicionalmente ligadas aos transportes, à pesca e à baleação.
Essa rotina foi alterada a partir do final da Segunda Guerra Mundial, com a construção e operação do Aeroporto de Santa Maria iniciando-se as atividades de mergulho autônomo e caça submarina. Mais modernamente a prática de desportos náuticos como a vela, a canoagem, o windsurf, e a pesca desportiva fortaleceram essa vocação.
No início de 1988, Armando Manuel de Fraga Borges Pacheco e Fernando José da Silva Dutra, em resposta a um antigo anseio na ilha e visando enquadrar as atividades de vela de competição, uniram esforços para a criação de um Clube Naval em Santa Maria. O primeiro organizou a formalização do Clube como instituição de carácter associativo, tendo se incumbido de congregar os diversos interesses nas atividades náuticas e recrutar associados; o segundo, dinamizou a vertente da vela. Posteriormente, a eles se uniu José Manuel de Sousa Tavares, que assumiu a organização de uma seção de mergulho sub-aquático no Clube.

### A fundação
O seu certificado de denominação foi emitido a 15 de março de 1988 pelo Registo Nacional de Pessoas Colectivas sob a forma jurídica de associação.
Por escritura Pública de 27 de junho de 1988, dezasseis outorgantes oficializaram a Associação Clube Naval de Santa Maria, "(...) com o fim de desenvolver as actividades náuticas e a vela em particular promovendo a sua prática e expansão na Ilha de Santa Maria e proporcionando todos os meios que permitam levar o nome do clube e da ilha, naturalmente o mais longe possível."
No momento da primeira Assembleia Geral a 22 de Julho de 1988, a instituição contava já com quarenta associados, deliberando-se entre outros assuntos, o estabelecimento de quotas e jóia, eleição da Comissão Administrativa, inserção no plano de actividades da necessidade de aquisição de terrenos para a construção da sede social no cais de Vila do Porto.
A primeira sede social do Clube materializou-se por protocolo de cessão, a título de empréstimo por quatro anos, celebrado com a Câmara Municipal de Vila do Porto em 27 de Maio de 1990, nas dependências da "antiga Casa da Guarda" do Forte de São Brás de Vila do Porto. Na mesma data foi também protocolada a cedência, pela edilidade, de um armazém sito no bairro do Aeroporto, para funcionamento da secção de mergulho do Clube.

## Insígnias
Num fundo azul, representando o mar que rodeia a ilha de Santa Maria, emerge estilizada uma rosa-dos-ventos, reforçando o simbolismo de orientação com a utilização de dois dos seus pontos cardeais, o Norte e o Sul devidamente inseridos no nome do Clube, estruturam e harmonizam a utilização de ambos os elementos, favorecendo a sua complementaridade.
Juntando a embarcação de vela na bandeira do Clube, fez-se sobressair o espírito herdado dos descobrimentos portugueses à náutica de recreio contemporânea.

## Atividades
- Desde a sua fundação, a instituição organizou e manteve cursos de vela e mergulho, promovendo eventos desportivos regionais e inter-regionais, provas de corrico de barco, de pesca de pedra, vela de competição, exposições de fotografia submarina, além de atividades de apoio à investigação científica, como por exemplo o estudo e compilação de propostas para a implantação da marina de Vila do Porto.[4]

- A partir de junho de 2010, o Clube Naval de Santa Maria, sob comando dos Bombeiros voluntários de Santa Maria, integra o grupo de busca, socorro e salvamento, participando e apoiando nas diferentes fases de emergência de acordo com o "Plano Municipal de emergência de protecção civil  de Vila do Porto".[5]

- Em 2012 o Governo dos Açores irá apoiar financeiramente a execução de plano de atividades do Clube, conforme anunciado pelo Secretário Regional da Economia, Vasco Cordeiro que justificou: "(...) os apoios destinam-se à realização do Campeonato Nacional de Fotografia Subaquática e a dois torneios de corrico de barco, sendo que o feminino tem já grande tradição, e justificam-se pela projeção que estas atividades podem trazer para a ilha de Santa Maria como destino turístico, mas que fortalecem também aqueles que são produtos turísticos que interessa serem desenvolvidos nesta ilha".[6]

- O início de 2012 foi marcado ainda pela exposição "Gotas no Oceano", do atleta do Clube, Manuel Silva, campeão nacional de fotografia subaquática, no Sea Life Porto, a partir de 26 de janeiro.[7]

- Os atletas Manuel Silva e Marco Cabral representaram o Clube Naval de Santa Maria, no 14º Campeonato Mundial de Fotografia Subaquática em Cayo, Largo de Cuba,[8] tendo a equipa atingido um honroso quinto lugar na classificação geral entre as trinta e oito equipas concorrentes dos dezoito países participantes, conquistando duas medalhas de bronze nas categorias Peixe e Macro com tema e o sétimo lugar em Grande Angular com modelo.

- Foram agraciados com um voto de reconhecimento público pelo Conselho de Ilha de Santa Maria, em reunião extraordinária de 16 de Abril de 2013[9]

- Na passagem dos vinte e cinco anos de existência do Clube, foi reconhecida pela Assembleia Municipal de Vila do Porto e Assembleia Legislativa da Região autónoma dos Açores,[10] [11] a atividade e trabalho desenvolvido por esta Associação.

## Direções (Presidentes)
Informação recolhida do livro de atas de reuniões da Assembleia Geral do Clube, as datas correspondem às tomadas de posse.

22 julho 1988, Comissão Administrativa: Armando Pacheco.
1 novembro 1989, 1ª Direção: Armando Pacheco.
22 fevereiro 1992, 2ª Direção: Fernando Dutra.
12 fevereiro 1994, 3ª Direção: Jorge Botelho.
27 abril 1996, 4ª Direção: Jorge Botelho.
22 Abril 1998, 5ª Direção: Rui Costa.
5 janeiro 2001, 6ª direção: Rui Costa.
14 dezembro 2002, 7ª direção: Rui Costa.
13 dezembro 2004, 8ª direção: Rui Costa.
29 janeiro 2007, 9ª Direção: Rui Costa.
6 abril 2009, 10ª Direção: José Melo.
15 abril 2011, 11ª Direção: Pedro Silveira.
5 fevereiro 2013, Administrado pela Mesa da Assembleia - Sérgio Ferreira.
2 abril 2013, 12ª Direção: João Batista.

## Galeria

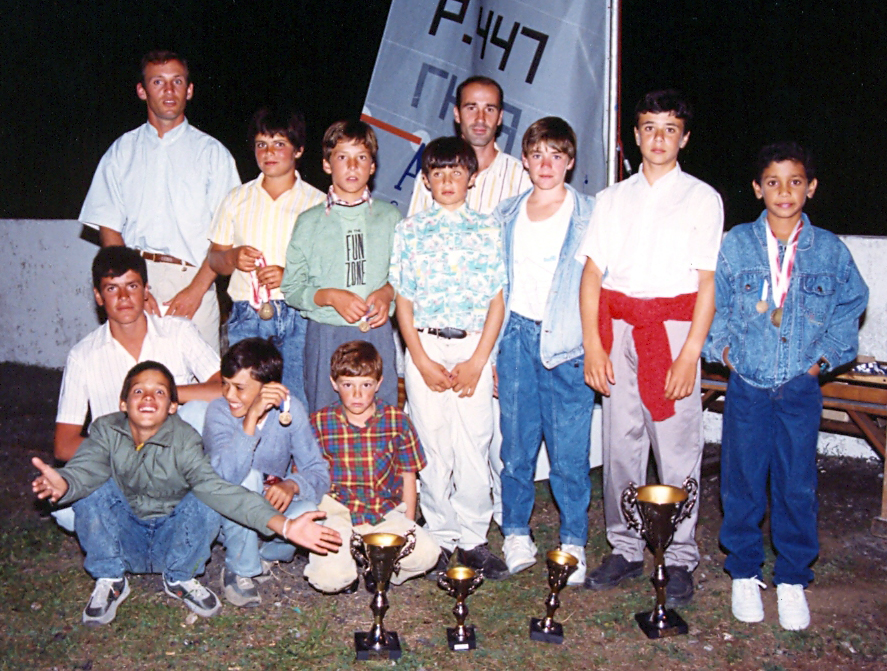
Primeiros velejadores do Clube
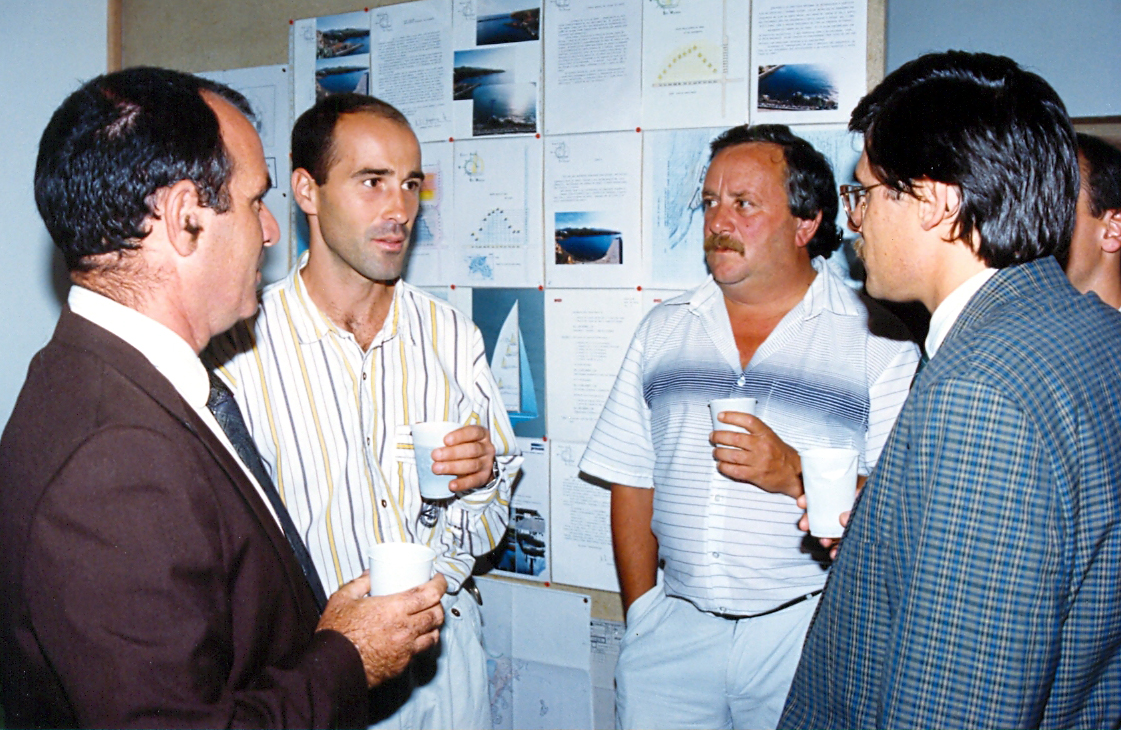
Apresentação  do estudo de localização da Marina de Vila do Porto
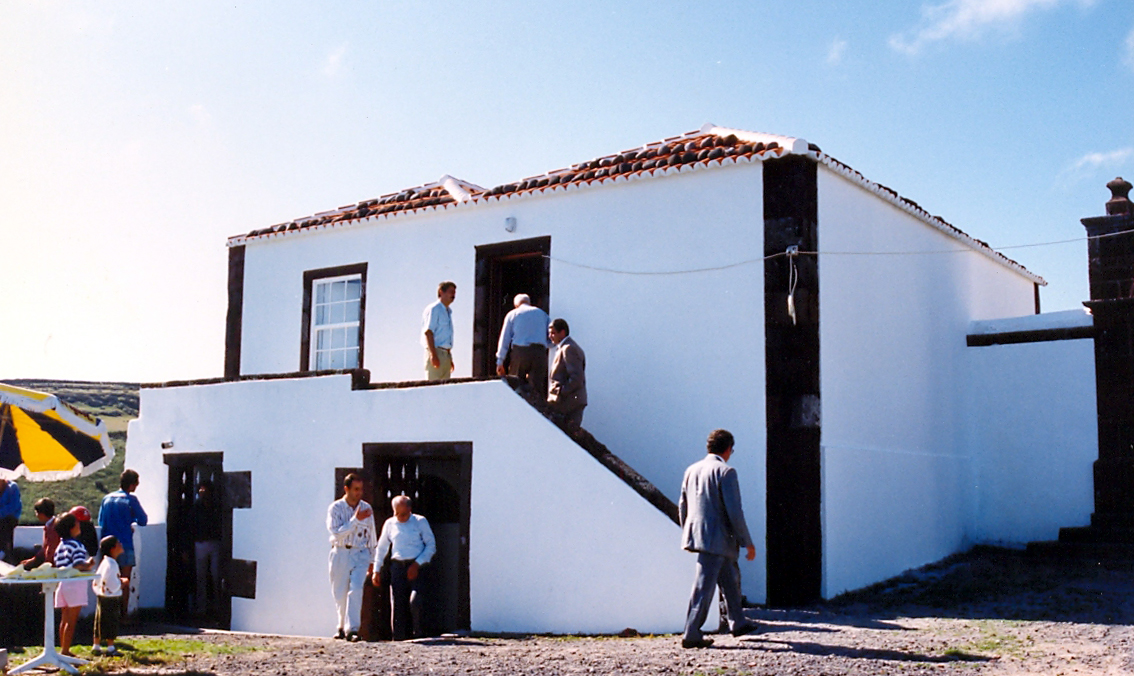
Primeira sede, nas dependências do Forte de São Brás.
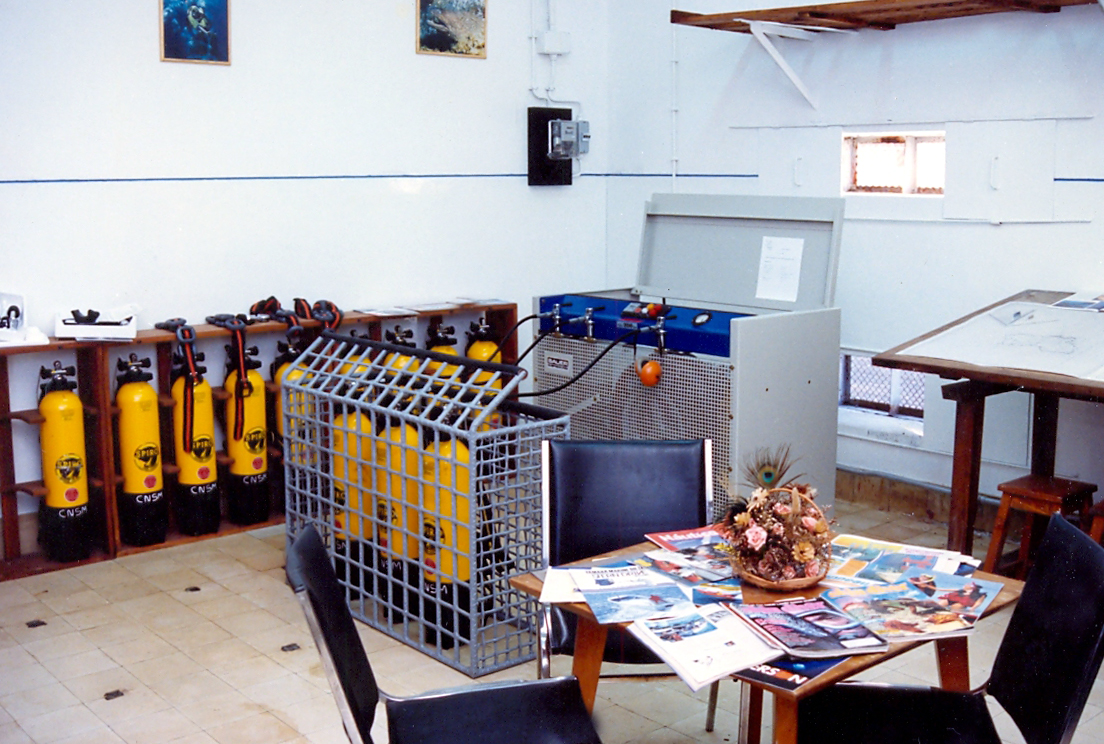
Primeira seção de mergulho no Aeroporto.
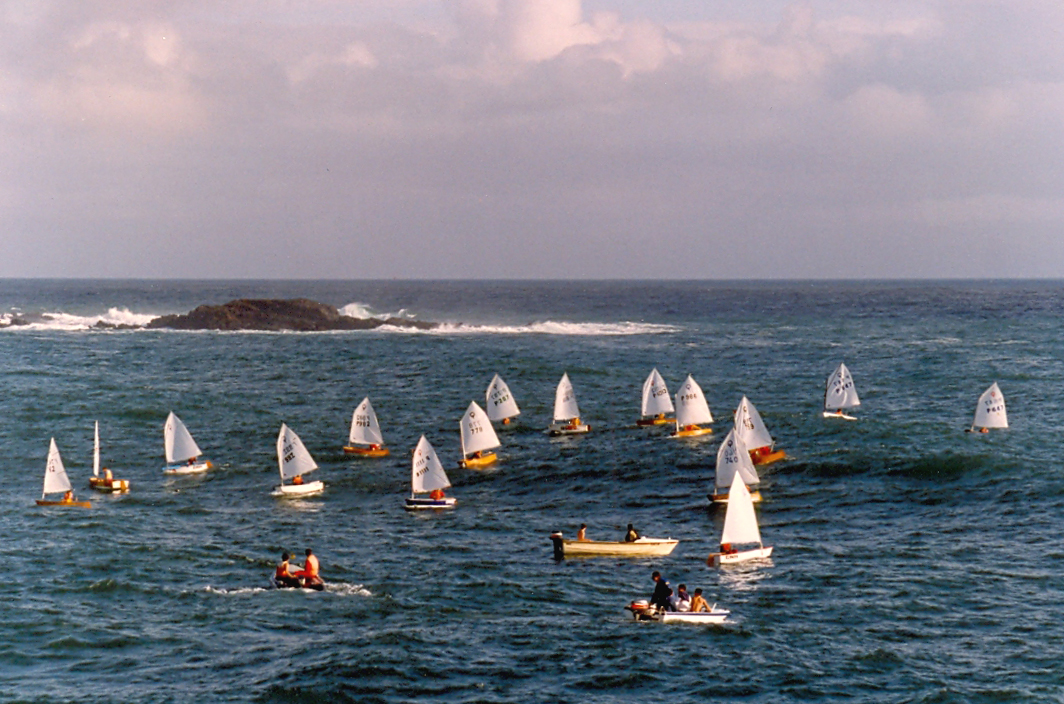
Primeiras regatas.
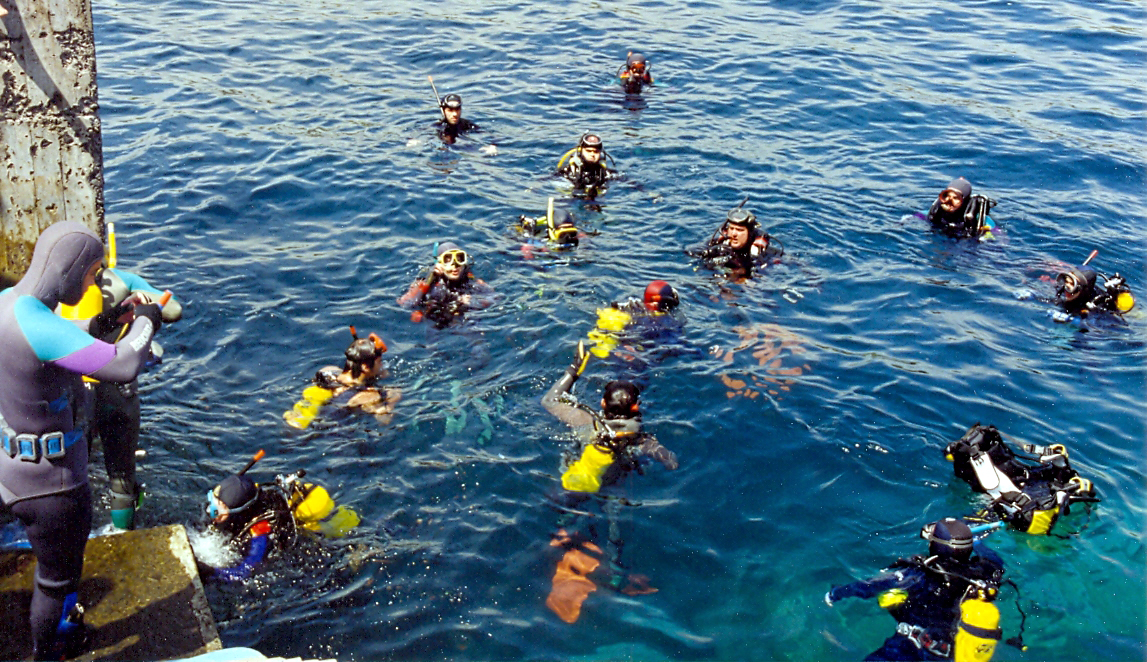
Primeiros cursos de mergulho.

## Pontos de interesse para mergulho em Santa Maria
- Baixa dos Badejos
- Banco João Lopes
- Caverna da Maia
- Ilhéu do Mar da Barca
- Furna do Ilhéu do Romeiro
- Ilhéu de São Lourenço

## Naufrágios ao largo de Santa Maria
- 1576 (6 de março) - Nau "La Concepción", em torna-viagem de Santo Domingo. O seu capitão, Bartolome de Espinar, fez naufragar a embarcação para cobrar o seguro.[13]
- 1591 - "La Campechana".[14]
- 1606 - "La Gracia de Dios", em torna-viagem de Nueva España. Capitão Alonso Valenzuela.[15]
- 1606 - navio de aviso espanhol.
- 1633 - "S. Antonio y Buena Esperanza", em torna-viagem de Nueva España. Capitão Francisco de Goycoechea.[16]
- 1634 (16 de maio) - Caravela "Santo António" da Carreira da Índia.
- 1693 – Nau "Santo Christo Caravaer".
- 1706 - "Nuestro Señor y San José", em torna-viagem de Tierra Firme. Dono o Consulado de Cargadores. 100 toneladas.[17]
- 1859 (novembro) - Patacho "Falcão", da ilha de São Miguel, desfaz-se de encontro aos rochedos.
- 1864 (março) - embarcação anónima sofre um incêndio, afundando-se quase de imediato.
- 1871 (13 de novembro) - vapor espanhol "Canarias", encalha, incendeia-se e explode, a 50 metros da costa na baía da Praia Formosa.
- 1888 (29 de janeiro) - barca norueguesa "Saga", provinda da Jamaica, naufraga em Vila do Porto.
- 1958 (19 de setembro) - navio de cabotagem inter-insular "N/M Arnel" encalha no Baixio dos Anjos.
- 1961 (18 de fevereiro) - petroleiro norueguês "Velma" encalha na ponta do Marvão, partindo-se o casco, posteriormente, em dois.

## Naufrágios ao largo dos ilhéus das Formigas
- 1921 (17 de junho) - Vapor grego "Olympia".[18]